# Synanthedon melliniformis
Synanthedon melliniformis is een vlinder uit de familie wespvlinders (Sesiidae), onderfamilie Sesiinae.
Synanthedon melliniformis is voor het eerst wetenschappelijk beschreven door Laspeyres in 1801. De soort komt voor in het Palearctisch gebied.